# 구니쿄

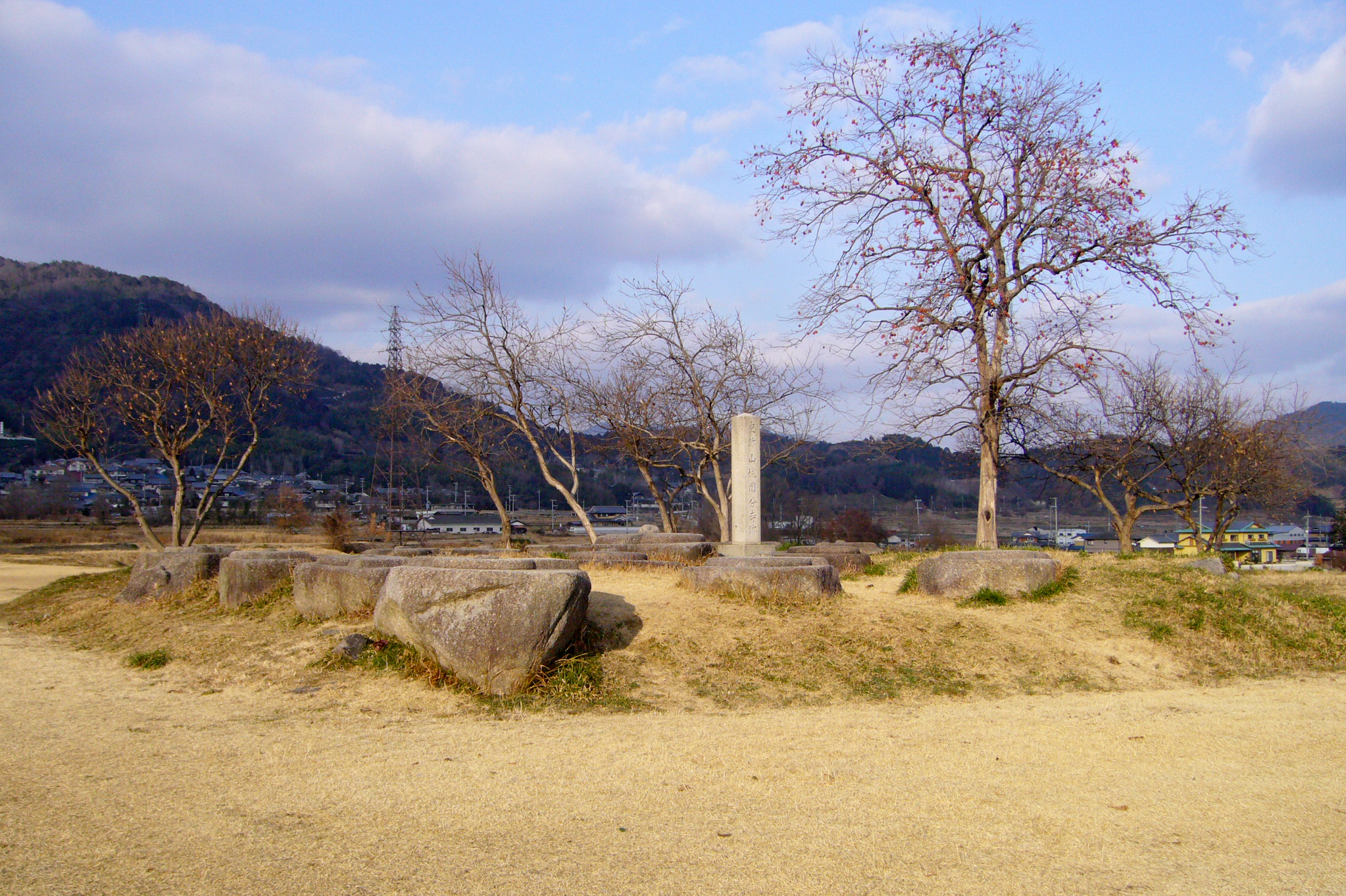
Kuni-kyō ruins

구니쿄(恭仁京)는 740년부터 744년까지 일본의 수도였던 곳으로 쇼무 천황의 명령으로 오늘날의 교토부 기즈가와시에 구니 궁(恭仁宮)이 세워졌다. 구니쿄는 완성되지 못했고 4년 후에 다시 오사카에 있는 나니와쿄로 옮겨졌다. 2006년의 발굴 조사 결과 대불전(大極殿)과 내리(内裏) 같은 주요 건물이 중국식 바둑판 양식으로 세워졌음이 밝혀졌다. 궁은 동서 길이가 560m, 남북 길이가 750m였을 것으로 추정된다.

## 같이 보기
- 속일본기

## 참고
- 구니 궁터의 발굴 조사 보관됨 2020-11-01 - 웨이백 머신